# Дивош Тихорадић
Дивош Тихорадић је српски племић са подручја Усоре, повезан са утврђеним градом Сребреником. Његов брат је Витан Тихорадић, а синови Милош, Сладоје и Доброслав Дивошевић. Први пут Дивош је споменут као свједок у повељи од 23. октобра 1332 којом се рјешавају спорови између Срба из Босне и Дубровчана, а у својству пристава наведен је на повељи од 15. марта 1333, којом босански бан Стефан II Котроманић уступа Дубровчанима Стон, Превлаку, Пељешац (Рат) и острва која су око Рата.
Дивош Тихорадић је познат као наручилац израде јеванђеља (Дивошево јеванђеље), значајним спомеником из 14. вијека. Имао је своју личну библиотеку.